# 1738
| 1738               |
| ------------------ |
| Dødsfald - Fødsler |
| • Begivenheder     |

| Gregoriansk kalender | 1738 MDCCXXXVIII        |
| Ab urbe condita      | 2491                    |
| Armensk kalender     | 1187 ԹՎ ՌՃՁԷ            |
| Kinesiske kalender   | 4434 – 4435 丁巳 – 戊午 |
| Etiopisk kalender    | 1730 – 1731             |
| Jødisk kalender      | 5498 – 5499             |
| Hindukalendere       |                         |
| - Vikram Samvat      | 1793 – 1794             |
| - Shaka Samvat       | 1660 – 1661             |
| - Kali Yuga          | 4839 – 4840             |
| Iransk kalender      | 1116 – 1117             |
| Islamisk kalender    | 1151 – 1152             |

Konge i Danmark: Christian 6. 1730-1746
Se også 1738 (tal)

## Begivenheder
- William Champion tager patent på en metode til produktion af metallisk zink ved destillation af kalamin og trækul
- 30. april - genopbygget efter brand, indvies Vor Frue Kirke i København

## Født
- 28. maj - Joseph Ignace Guillotin, fransk læge og revolutionsmand (død 1814).
- 15. november – William Herschel, tyskfødt astronom, Han opdagede bl.a. Uranus og som den første gav han en korrekt beskrivelse af vores mælkevej; død 1822.

## Dødsfald
- 1. oktober - Christian Ditlev Reventlow, dansk officer, gehejmeråd og overpræsident i Altona (født 1671).